# Liptaň
Liptaň é uma comuna na República Checa localizada na região de Morávia-Silésia, distrito de Bruntál‎.